# Palacio de Aramburu
El palacio de Aramburu es un palacio del siglo XVII de estilo “Barroco vasco” situado en Tolosa Guipúzcoa. Tiene una fachada austera, simétrica y  central, dentro del marco clasicista en el que se hizo. Está hecha con piedras de sillar en su fachada principal y almohadillado en los laterales de dicha fachada. El decorado de la puerta principal es magnífico y está unida con el balcón principal. El escudo es de Miguel de Aramburu, el cual recopiló  los Fueros de Guipúzcoa en 1697. El palacio fue remodelado en 1994.

## Descripción
La fachada a la plaza se formó  en sillería caliza con un orden simétrico en torno al portal, de tres huecos en cada una de las plantas del edificio, en el que destaca la perfección de la fábrica, el almohadillado de los angulares de esquina, la amplitud de sus huecos y el ornamento del portal y balcón central así como los herrajes de huecos y balcones, el friso  bajo el alero y este mismo muy ornamental y proporcionado. En todo ello se parecía ya el estilo barroco que lo diferencia de la obra fundamental de los palacios anteriores de la villa. Es significativo el tamaño y la relevancia del blasón, muy reducido respecto a los escudos de los palacios de la época. En su fachada lateral cuenta con la disposición de cinco huecos simétricos en cada una de sus dos plantas altas. En él la fábrica de piedra se señala mediante los sillares en las jambas, impostas, dinteles y esquinas. Las demás fachadas son más irregulares al igual que la planta.
La casa contaba con corral y espacios anejos y la finca tuvo acceso también desde la calle Emperador.